# توبوتاما
توبوتاما (به اسپانیایی: Tubutama) یک منطقهٔ مسکونی در مکزیک است که در ایالت سونورا واقع شده‌است.